# Tarcza Legionów

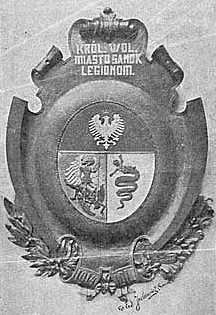
Tarcza Legionów w Sanoku

Tarcza Legionów (Tarcza Legionowa) – upamiętnienie połączone z akcją charytatywną podczas I wojny światowej na zemiach polskich.
Od 1915 miasta, a także ziemie, dokonywały fundacji Tarczy. Ich celem było udzielanie wsparcia materialnego na rzecz Legionów Polskich. Darczyńca przekazujący wpłatę na fundusz wdów i sierot po poległych legionistach miał możliwość wbicia gwoździa w tarczę. Genezą inicjatywy było ufundowanie Kolumny Legionów 16 sierpnia 1915, aczkolwiek z uwagi na spore koszty tego przedsięwzięcia idea była kontynuowana w postaci mniej kosztownych tarcz. Tarcze powstały w wielu miastach galicyjskich, a ich odsłonięcia dokonywano podczas uroczystości. Projektantami byli artyści (np. Wojciech Brzega, Stanisław Piątkiewicz, Antoni Procajłowicz, Karol Stryjeński, Kazimierz Witkiewicz).
W 1917 ukazała się publikacja pt. Tarcze Legionów 1914-1917, której autorem był Mieczysław Opałek.
Bogaty zbiór Tarcz Legionów znajduje się w Muzeum Historycznym Miasta Krakowa.